# خوانيتو (لاعب كرة قدم إسباني)
خوانيتو (بالإسبانية: Juanito Calahorro)‏ هو لاعب كرة قدم إسباني في مركز الدفاع، ولد في 12 مايو 1988 في توريدونخيمينو في إسبانيا. لعب مع ريال بيتيس وشلوسك فروتسلاو ونادي ألكوركون ونادي خيريث.

## وصلات خارجية
- خوانيتو (لاعب كرة قدم إسباني) على موقع قاعدة بيانات كرة القدم.إي يو (الإنجليزية)
- خوانيتو (لاعب كرة قدم إسباني) على موقع Soccerway.com (الإنجليزية)
- خوانيتو (لاعب كرة قدم إسباني) على موقع AS.com (الإسبانية)